# Tadeusz Brudzyński

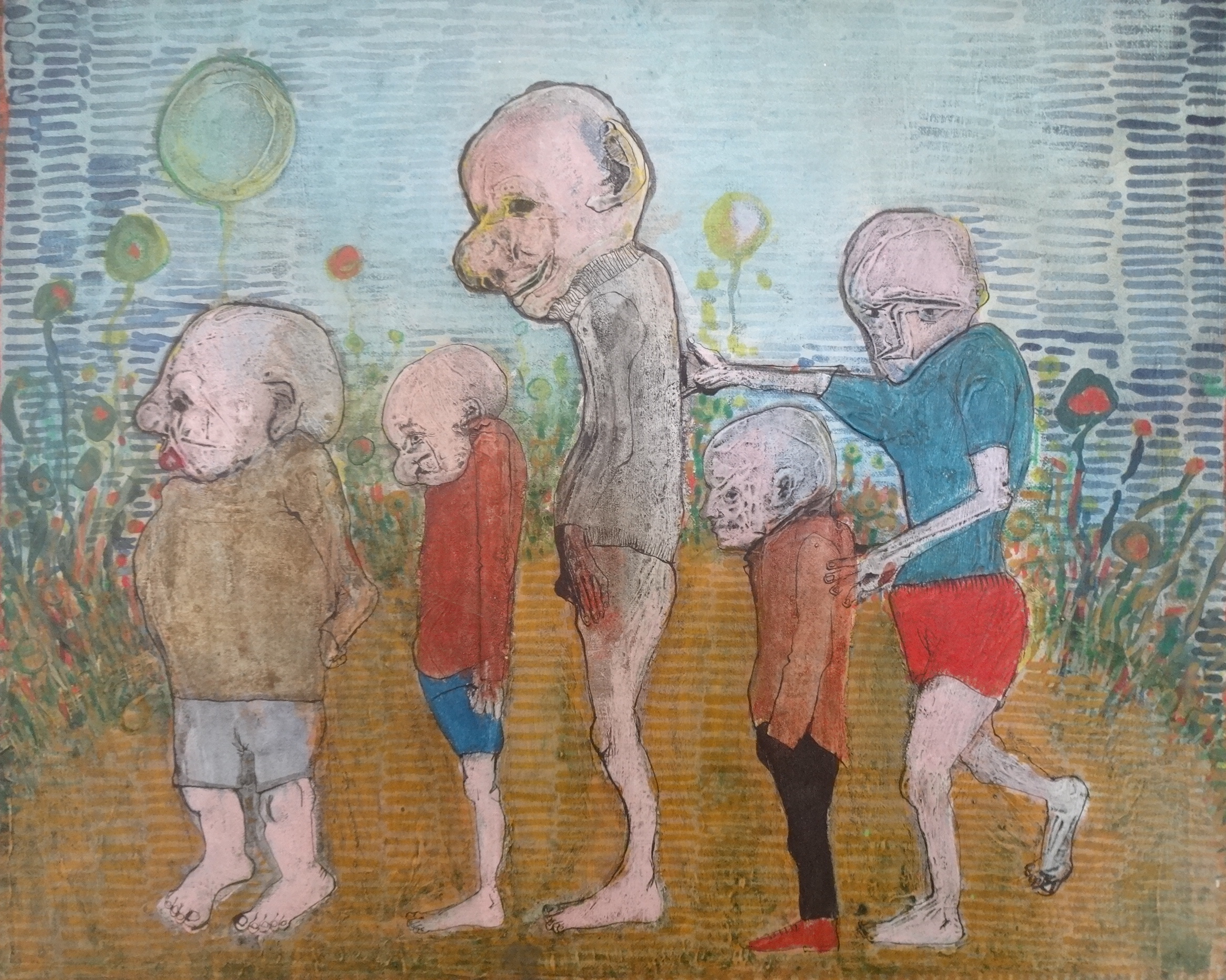
Ścieżka zdrowia, 1978, zbiory prywatne

Tadeusz Brudzyński (ur. 9 lipca 1956 w Warszawie, zm. 5 kwietnia 1996 w Paryżu) – artysta malarz.

## Życiorys
Był synem Andrzeja Brudzyńskiego i Hanny z Karczewskich.
Oboje rodzice byli w AK, ojciec w oddziale w Puszczy Kampinoskiej, a matka sanitariuszką w oddziale „Parasol”. Wnuk  pisarza Jana Karczewskiego.
Tadeusz uczęszczał do szkoły podstawowej na Mokotowie, ale przed jej ukończeniem wyjechał z rodzicami na trzy lata do Kinszasy, gdzie nauczył się francuskiego. Po powrocie do Polski wstąpił do warszawskiego Liceum im. Narcyzy Żmichowskiej, a po maturze, w roku 1975, rozpoczął studia artystyczne w Tuluzie. Po roku przeniósł się na warszawską ASP, gdzie studiował w pracowni prof. Jacka Sienickiego. Studia skończył w roku 1980. W 1983 wyjechał na stałe do Paryża. Po kilku miesiącach dostał pierwszą pracownię w Cité Internationale des Arts, co umożliwiło mu pracę i organizację pierwszej  wystawy we Francji.
Zmarł nagle w Paryżu, 5 kwietnia 1996 roku. Został pochowany w grobie rodzinnym w Zawadach koło Żelazowej Woli.

## Wystawy
Źródło:

### Wystawy zbiorowe
- 1980
  - „Debiut Absolwentów” Stara Kordegarda, Warszawa.
- 1981
  - „Remanent”, Nowa Huta;
  - XIV Warszawski Festiwal Sztuk Pięknych, Warszawa;
  - „Świadectwo obecności”, Kościół Św.Krzyża, Warszawa.
- 1983
  - „Malarstwo Młodych” Kościół NMP na Nowym Mieście, Warszawa.
- 1984
  - „Jeune Peinture”, Grand Palais, Paris,
  - „L'Art polonais en exil”, Landau. Niemcy,
  - „Convergences Jeune Peinture”, Galerie Nestle, Paryż.
- 1985
  - „XIX Prix International Art contemporain de la Principauté de Monaco”, Monaco,
  - „Première Biennale d'Art Contemporain”, Brignoles, Var Farncaja.
- 1990
  - „Loft” Les Artistes du XXème arrondissement de Paris, Galerie Koralewski, Paryż;
- 1991
  - „Agusta Richmond County Convention”, Augusta, Georgia USA.

### Wystawy indywidualne
- 1982
  - Galeria Współczesna , Warszawa.
- 1983
  - Galeria Varrelbusch, Cloppenburg, Niemcy,
  - Galerie de L`Université de Namur, Belgia;,
- 1984
  - Galerie Saleks Art, Sztokholm, Szwecja.
- 1985
  - Cité Internationale des Arts, Paryż,
- 1987
  - Espace et Toiles, Merostwo Paryża,
- 1988
  - Galerie Kaya, Bruksela,
  - Atelier 29 Paryż,
- 1989
  - Galerie Danguy -Parrot, Paryż,
- 1990
  - Full-scale Gallery, Nowy York,
- 1993
  - Mikimoto Tokio, Ginza

### Wystawa pośmiertna
- Galeria Sztuki Współczesnej Zachęta[5],  lipiec-sierpień 1997